# Idea engana
Idea engana är en fjärilsart som beskrevs av Hans Fruhstorfer 1903. Idea engana ingår i släktet Idea och familjen praktfjärilar. Inga underarter finns listade i Catalogue of Life.